# Kate Gynther

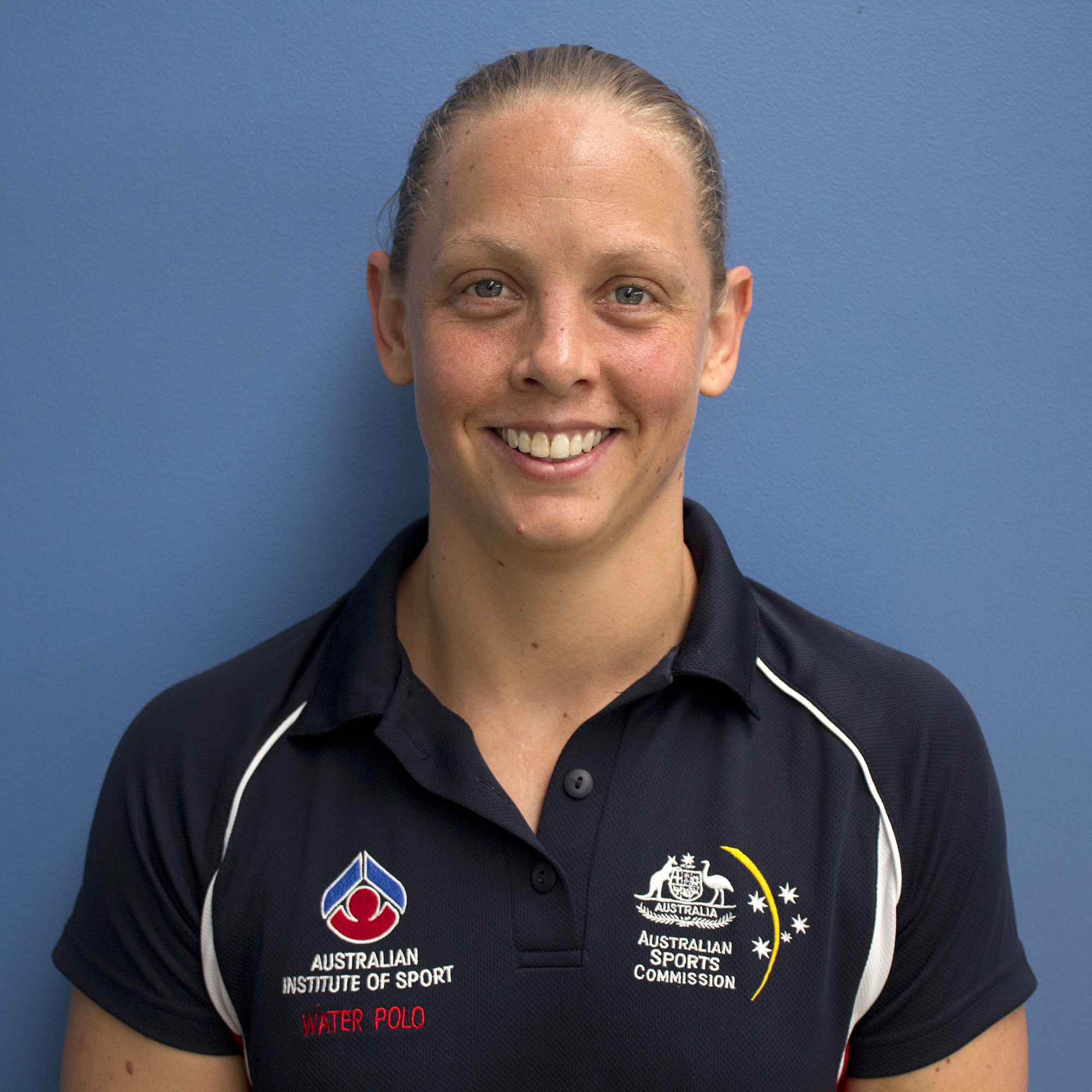
Kate Gynther.

Kate Gynther (5 de julio de 1982 en Brisbane, Queensland) es una jugadora de waterpolo de Australia. Ella juega en Brisbane Barracudas en la Liga Nacional del Waterpolo. Representó a Australia como miembro del equipo femenino nacional senior en los Juegos Olímpicos de Verano de 2004 y los Juegos Olímpicos de Verano de 2008, ganando una medalla de bronce en los Juegos de 2008. También ha ganado una medalla de bronce en las finales de la Super Liga 2005. Como miembro del equipo nacional de waterpolo femenino de Australia, que representó al país en los Juegos Olímpicos de Verano 2008, donde ganó una medalla de bronce, ha sido seleccionado para competir por Australia en los Juegos Olímpicos de Verano de 2012.

## Vida personal
Gynther nació en julio de 1982 en Brisbane, Queensland. Sus hermanastras son Rebecca Rippon y Melissa Rippon, quienes han jugado para el equipo nacional femenino de waterpolo australiano. Su madre se casó en 2002. Melissa y Gynther se volvieron inseparables y han permanecido así desde que sus padres se casaron.
También es oficial de policía en servicio en el Servicio de Policía de Queensland, donde es agente de policía.

## Water Polo

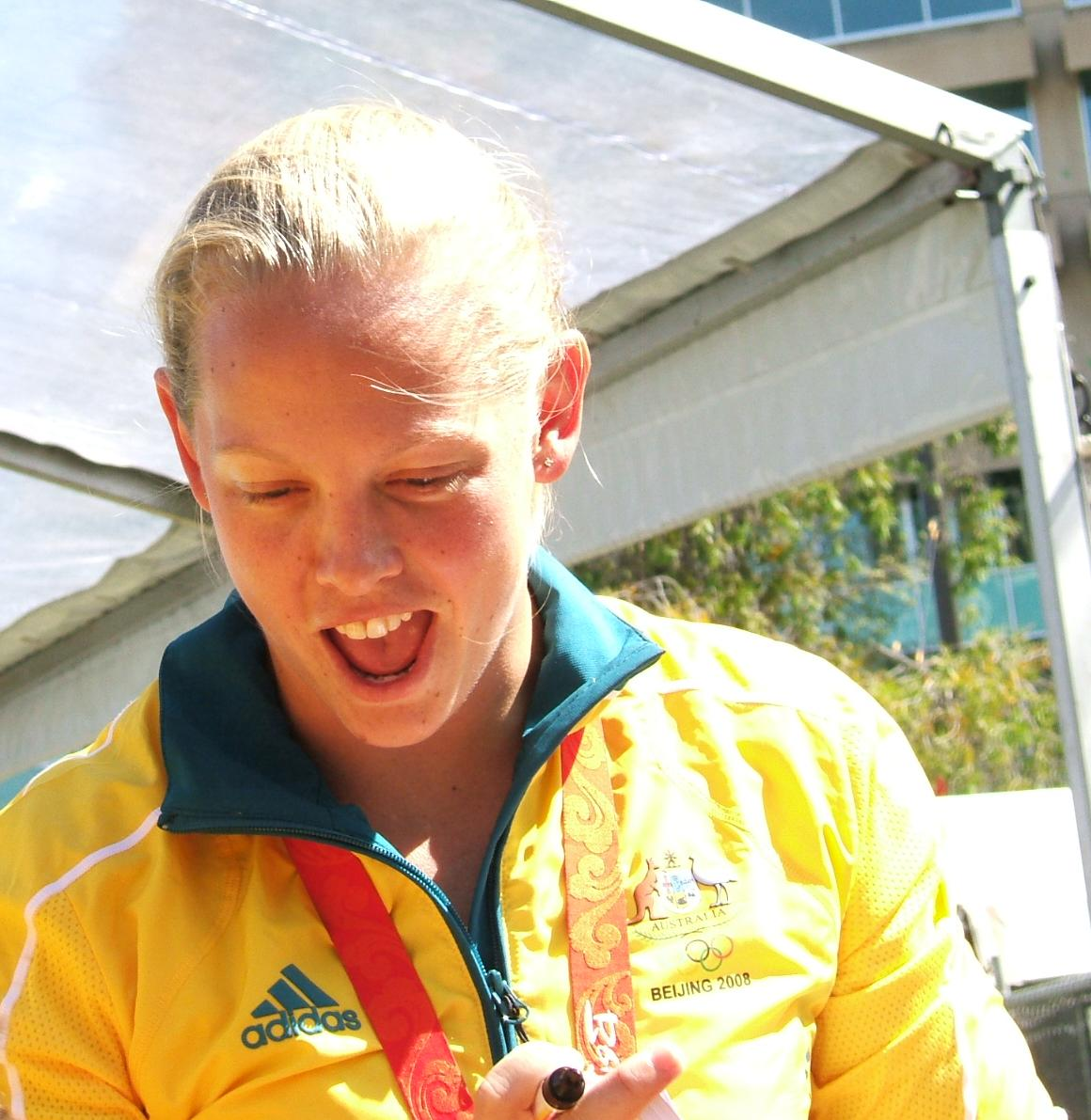
Kate Gynther.

Gynther tiene una beca de waterpolo del Australian Institute of Sport.

### Club
Gynther juega en el club de waterpolo para los Brisbane Barracudas que compiten en la National Water Polo League. Ella fue parte del equipo en 2008. El partido anual entre Breakers y Barracudas es considerado por The Courier-Mail como un partido de rencor. Ella participó en la edición 2008 con su equipo. Estuvo con el equipo para las temporadas de 2011 y 2012. Fue miembro del equipo en 2011 cuando ganaron el campeonato de la liga por tercer año consecutivo. Jugó para el partido de campeonato con el marcador 4-4 al final del tiempo regular, 1-1 al final de un tiempo y finalmente fue a un tiroteo. Fue nombrada la "jugadora femenina de la serie final".